# سیارک ۱۸۱۲۸
سیارک ۱۸۱۲۸ (به انگلیسی: 18128 Wysner، نامگذاری:2000OD5) هجده هزار و صد و بیست و هشتمین سیارک کشف شده‌است که در ۲۴ ژوئیه ۲۰۰۰ کشف شد.
قدر مطلق سیارک برابر ۱۴.۱ است.